# 刘师复

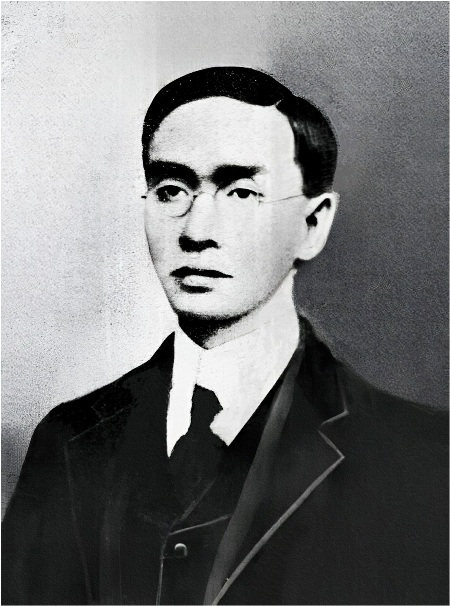
刘师复

刘师复（1884年—1915年），原名紹麟，字兆彬，是20世纪初期中国无政府主义运动的重要人物。

## 生平
1884年生於及原籍中國廣東省香山縣石岐鎮，1904年留学日本，次年5月成为同盟会会员。1910年在香港成立支那暗杀团，进行反清反殖民活动。1912年暗杀团解体后成立无政府主义组织晦鸣学舍、心社，发行刊物《晦鸣录》、《民声》。为实践理想而担负刊物所有的工作，以至于过劳早死。
刘师复关注民族和道德议题，反对国家权力，提倡绝对自由。他还是中国早期世界语的学习者之一。